# Sybra subpalawana
Sybra subpalawana là một loài bọ cánh cứng trong họ Cerambycidae.